# Whitehead (Manitoba)
Whitehead es un municipio rural canadiense situado en la provincia de Manitoba.

## Superficie
Whitehead tiene una superficie de 577,6 km².

## Demografía
En 2021, tenía 1679 habitantes, una densidad poblacional de 2,9 hab./km², y 645 viviendas.